# Oliestriem
Een oliestriem of vitta (meervoud vittae) is een soort kanaaltje in de wand van de vruchtjes van sommige plantensoorten die tot de schermbloemigen behoren, zoals karwij, dille, venkel en reuzenberenklauw. De wand van het kanaaltje is bekleed met een soort van cutine, dat ook de tussenschotten in het kanaaltje vormt. In de oliestriemen wordt de etherische olie opgeslagen, die in de cellen rond de oliestriemen wordt geproduceerd. De oliestriemen worden reeds lang voor de bloei in de celwanden van de zeer jonge vruchtbeginsels aangelegd. Tijdens de bloei en de afrijping neemt de hoeveelheid olie in de oliestriemen toe.
|  |  |  |